# Mélagues
Mélagues är en kommun i departementet Aveyron i regionen Occitanien i södra Frankrike. Kommunen ligger  i kantonen Camarès som ligger i arrondissementet Millau. År 2022 hade Mélagues 56 invånare.

## Befolkningsutveckling
Antalet invånare i kommunen Mélagues
Referens: INSEE